# 杨公卿
杨公卿（6世纪—621年），隋朝武安郡邯郸县（今河北省邯郸市）人，隋末民变河北起义领袖。
隋炀帝大业十年（614年）八月，隋炀帝自辽东怀远（今辽宁省辽中附近）班师回洛阳，八月初四，杨公卿率领部众八千人抢劫车驾后面的第八队，抢走飞黄上厩的马四十二匹而去。大业十二年（616年）十二月，杨公卿与张金称、郝孝德、孙宣雅、高士达等起义军攻掠河北，攻城克县，屡次击败隋军，隋朝的将帅相继败亡。只有虎贲中郎将蒲城人王辩、清河郡丞华阴人杨善会等对抗诸豪帅，几次立功，势力约略相等。信都郡武邑县人苏定方，在信都郡南击杀张金称，在信都郡西击破杨公卿，追奔二十余里，杀获非常多，乡党依靠他。
杨公卿后归附王世充，唐高祖武德三年（620年）七月二十一日，唐朝秦王李世民到达新安，王世充亲帅作战军队，左辅大将军杨公卿统帅左龙骧二十八府骑兵，右游击大将军郭善才统帅内军二十八府步兵，左游击大将军跋野纲统帅外军二十八府步兵，总计三万人，以防备唐的进攻。八月十四日，王世充命太子王玄应率领杨公卿等人攻回洛城，没有攻克，于是在城西修筑月城，留兵戍守。
武德四年（621年）四月壬寅，王世充骑将杨公卿、单雄信引兵出战，唐朝齐王李元吉抵抗失败，行军总管卢君谔战死。五月丁卯，王世充之党，杨公卿与段达、王隆、崔洪丹、薛德音、杨汪、孟孝义、单雄信、郭什柱、郭士衡、董睿、张童儿、王德仁、朱粲、郭善才等十馀人被斩于洛水之上。